# Catexis
"Catexis" (títol original en anglès "Cathexis") és el tretzè episodi de la primera temporada de la sèrie de televisió de ciència-ficció estatunidenca Star Trek: Voyager. Fou dirigit per Kim Friedman i escrit per Brannon Braga.  Aquest episodi es va emetre a UPN l’1 de maig de 1995. Aquest episodi tenia una qualificació Nielsen de 6,4 quan es va emetre el 1995.
Ambientada al segle XXIV, la sèrie segueix les aventures de la tripulació de la Flota Estel·lar i els Maquis de la nau estel·lar USS Voyager després de quedar encallats al Quadrant Delta lluny de la resta de la Federació. En aquest episodi, la tripulació investiga la misteriosa energia que ha provocat la mort cerebral de Chakotey.

## Argument
La tripulació de la Voyager recupera la seva llançadora que conté el comandant Chakotay i el cap de seguretat Tuvok, que havien estat explorant una nebulosa de matèria fosca propera. Tuvok està inconscient, però Chakotay sembla tenir mort cerebral, sense cap activitat neuronal. el Doctor el posa en suport vital. La llançadora mostra evidències d'atacs amb armes d'energia. La capitana Kathryn Janeway ordena a la «Voyager» anar cap a la nebulosa per investigar. B'Elanna Torres, una amiga propera de Chakotay, utilitza una Roda de Curació, un dels talismans espirituals de Chakotay, amb l'esperança de guiar l'esperit de Chakotay fins al seu cos.
De camí cap a la nebulosa, la nau canvia de rumb sobtadament, tot i que el tinent Tom Paris, al timó, nega haver fet el canvi. Quan passa per segona vegada, aparentment per instigació de Paris, és rellevat del càrrec fins que es pugui determinar la causa dels canvis de rumb. Mentre la tripulació navega per la nebulosa, els motors de la nau es desactiven sobtadament, aparentment per Torres, que com Paris no recorda haver-ho fet. El Doctor descobreix un patró de memòria comú entre Paris i Torres en els moments en què van actuar, cosa que indica que estaven posseïts per una altra entitat. Kes afirma que ha sentit la presència d'aquesta entitat, i Tuvok s'ofereix a realitzar una fusió mental per intentar ajudar-la a identificar-la. Tanmateix, aviat els dos són trobats inconscients, amb Kes en coma. Insegura de les intencions de l'entitat, Janeway ordena que els codis de comandament es transfereixin al Doctor, que no pot ser posseït; tanmateix, poc després, troben que el programa del Doctor està desactivat. A suggeriment de Tuvok, Janeway decideix dividir tots els codis de comandament entre ella i ell, creient que l'entitat només pot posseir-ne un alhora.
Torres i Paris descobreixen proves que apunten a Tuvok com a responsable de diversos dels esdeveniments. Quan aquestes surten a la llum, Tuvok revela que està posseït per un alienígena no corporal conegut com el Komar, que busca portar la tripulació de la Voyager al centre de la nebulosa perquè la seva gent pugui alimentar-se de la seva energia neuronal; pren com a ostatge la tripulació de comandament mentre porta la nau. De sobte, el nucli de curvatura és expulsat de la nau, aturant el seu progrés. Janeway s'adona que hi ha una segona entitat a bord de la Voyager i Torres confirma que sembla ser Chakotay. La tripulació domina el posseït Tuvok i obliga l'entitat Komar a allunyar-se de la nau amb un pols de magnetó.
Tot i que l'entitat hostil ha desaparegut, la nau es troba a les profunditats de la nebulosa sense cap mitjà segur per escapar. Chakotay, a través de Neelix, utilitza la Roda de Curació per mostrar una sèrie de planetoides que s'utilitzaran com a guia per escapar de la nebulosa. La tripulació ho segueix i abandona la nebulosa amb seguretat després de recuperar el seu nucli de curvatura. Un cop el Doctor torna a estar en línia, pot restaurar la ment de Chakotay al seu cos i recuperar la Kes del seu coma.

## Actors convidats
- Michael Cumpsty - Lord Burleigh
- Brian Markinson - Tt. Peter Durst
- Carolyn Seymour - Sra. Templeton

## Producció
El títol provisional de l'episodi era Intruder Alert.
Les escenes de la holocoberta es van filmar durant la producció de l'episodi ("L'ull de l'agulla" sota la direcció de Winrich Kolbe, però no es van utilitzar per a aquest episodi. Tanmateix, Kim Friedman apareix com a única directora als crèdits. Jeri Taylor, que va escriure aquestes escenes, tampoc apareix com a guionista als crèdits.
El programa de la holocoberta es basa en elements de les novel·les Jane Eyre de Charlotte Brontë i Rebecca de Daphne du Maurier, així com de la novel·la Un altre pas de rosca de Henry James.
Segons Michael Piller, la trama principal està inspirada en la novel·la policíaca d'Agatha Christie Deu negrets.

## Recepció
Keith DeCandido el va qualificar a "tor.com" el 2020 com un episodi mitjà de "Star Trek: Voyager". El va comparar amb l'episodi immediatament anterior, "Herois i dimonis", ja que tots dos expliquen històries estàndard i conegudes de Star Trek. En la seva opinió, "Herois i dimonis" augmenta significativament el seu valor d'entreteniment utilitzant deliberadament els punts forts de "Star Trek: Voyager" mitjançant l'ús del Doctor. Malauradament, aquest no és el cas a "Catexis". També va veure l'episodi com una oportunitat perduda per mostrar les tensions entre les tripulacions de la Flota Estel·lar i els Maquis, ja que les primeres persones que es comporten de manera estranya són Paris (un excriminal) i Torres (un membre dels Maquis). Janeway, però, ni tan sols considera que hi pugui haver una conspiració, sinó que immediatament assumeix una amenaça externa. DeCandido va trobar la roda medicinal de Chakotay massa tòpica. Altrament, va trobar la història força ben dirigida i el gir que Tuvok està posseït per l'entitat maligna des del principi va ser sorprenent.
Els crítics Lance Parkin i Mark Jones van escriure que l'episodi era "una història de possessió alienígena força estàndard" amb un gir inesperat en què Chakotay és un dels "alienígenes".
Els crítics assenyalen que l'"energia neuronal" de Chakotay és capaç de fer-se càrrec de diverses tripulacions per combatre els alienígenes invasors. Això marca la introducció dels extraterrestres "Komar", i la possessió, així com la percepció alterada, es consideren temes comuns dins de Star Trek des del pilot original La gàbia (1965/1988).
Aquest també es considera un dels episodis de "Lucy Davenport", en què Janeway apareix com el personatge de la holonovel·la a l’ holocoberta. (vegeu també Janeway Lambda one)
El 2015, un crític del lloc web "Trek Today" va escriure un article sobre l'episodi i va dir: "Donada la trama relativament fina, agraeixo la direcció de "Catexis", que fa un bon ús dels actors per mantenir una atmosfera de casa encantada."
El 2020, The Digital Fix va considerar que aquest episodi tenia elements argumentals clàssics de Star Trek, incloent-hi una "nebulosa misteriosa" i extraterrestres que prenen el control dels personatges, però cal tenir en compte que la primera temporada té diversos episodis amb nebuloses misterioses com ara "La nebulosa". Conclouen que, si bé no va ser el pitjor episodi de tota la sèrie, va ser l'episodi més fluix de la primera temporada.